# 大气数据计算机

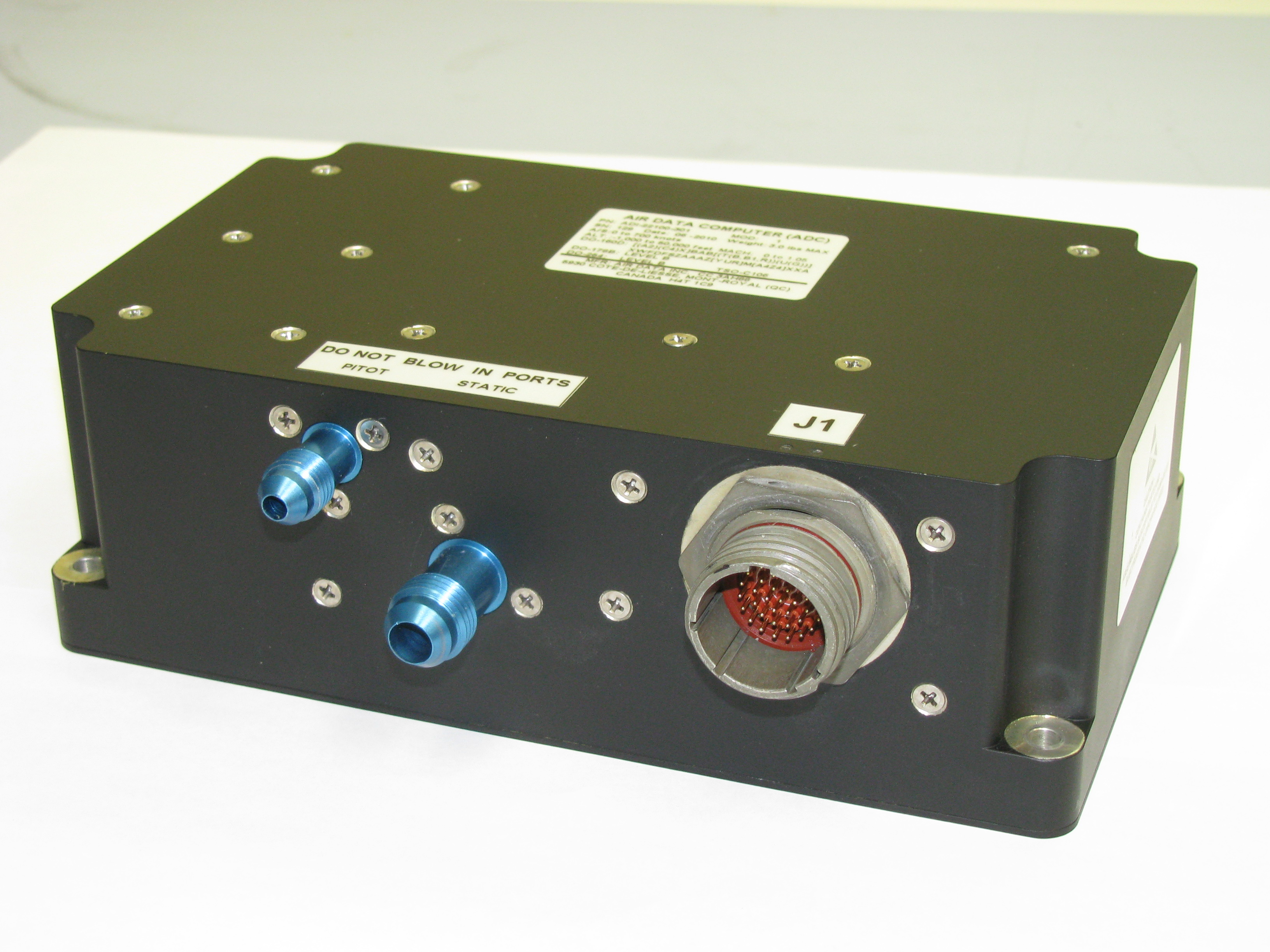
大气数据计算机

大气数据计算机（英語：air data computer，缩写ADC）是现代玻璃驾驶舱中一个必不可少的航空电子组件。这台计算机不是一个单一的飛行儀表，它可以从飞机的全静压系统测定校准空速、马赫、海拔和海拔趋势数据。在部分超高速飞机（例如航天飞机）上，计算的是等效空速而非校准空速。
在美国获得专利的第一台大气数据计算机是由John H. Andresen开发。
大气数据计算机通常也有總溫输入，这使其能够计算静态空气温度和真实空速。
在空中客车制造的飞机上，大气数据计算机与海拔、航向和导航源结合在一起，称为大气数据惯性基准单元（ADIRU）。不过，它现在已被“全球导航大气数据惯性基准系统”（GNADIRS）取代。